# Jacuí
Jacuí é um município do estado de Minas Gerais, no Brasil. Sua população recenseada  em 2022 era de 7 495 habitantes.

## Etimologia
"Jacuí" se origina do tupi antigo îaku'y, que significa "rio dos jacus" (îaku, "jacu" + 'y, "rio").

## História
Entre 1700 e 1750, os índios caiapós, que habitavam a região, foram dizimados pelos invasores de origem europeia. Entre 1747 e 1750, foi a vez de os quilombos, que abundavam na região, serem dizimados por Bartolomeu Bueno do Prado. Em 1750, o guarda-mor da Minas do Rio Verde, Francisco Martins Lustosa (natural de Santiago de Lustosa, no bispado de Braga), fundou Jacuí. Por volta de 1755, foi encontrado ouro na região, que passou a atrair grande quantidade de garimpeiros. Para tributar o ouro, a coroa portuguesa criou, na região, os "Registros Fiscais" e as "Passagens dos Rios". Em 1798, Jacuí, Campanha e Aiuruoca eram os três principais povoados da vila de São João del Rey.
Em 1801, nasceu, em Jacuí, Honório Hermeto Carneiro Leão, que viria a se tornar um importante estadista e político da época imperial. Em 1814, a freguesia de "São Pedro de Alcântara do Jacuhy" emancipou-se da vila de Campanha da Princesa e mudou seu nome para "São Carlos do Jacuí". Em 1869, Jacuhy foi elevada à categoria de cidade. Mas, no ano seguinte, foi rebaixada à condição de freguesia pertencente a São Sebastião do Paraíso. Em 1881, Jacuhy se desligou de São Sebastião do Paraíso e passou a constituir um município independente.

## Geografia
Localiza-se na mesorregião Sul e Sudoeste de Minas.

## Igreja Católica
O município pertence à Diocese de Guaxupé.

## Filhos ilustres
- Januário Garcia Leal
- Honório Hermeto Carneiro Leão